# Dinglehalvön

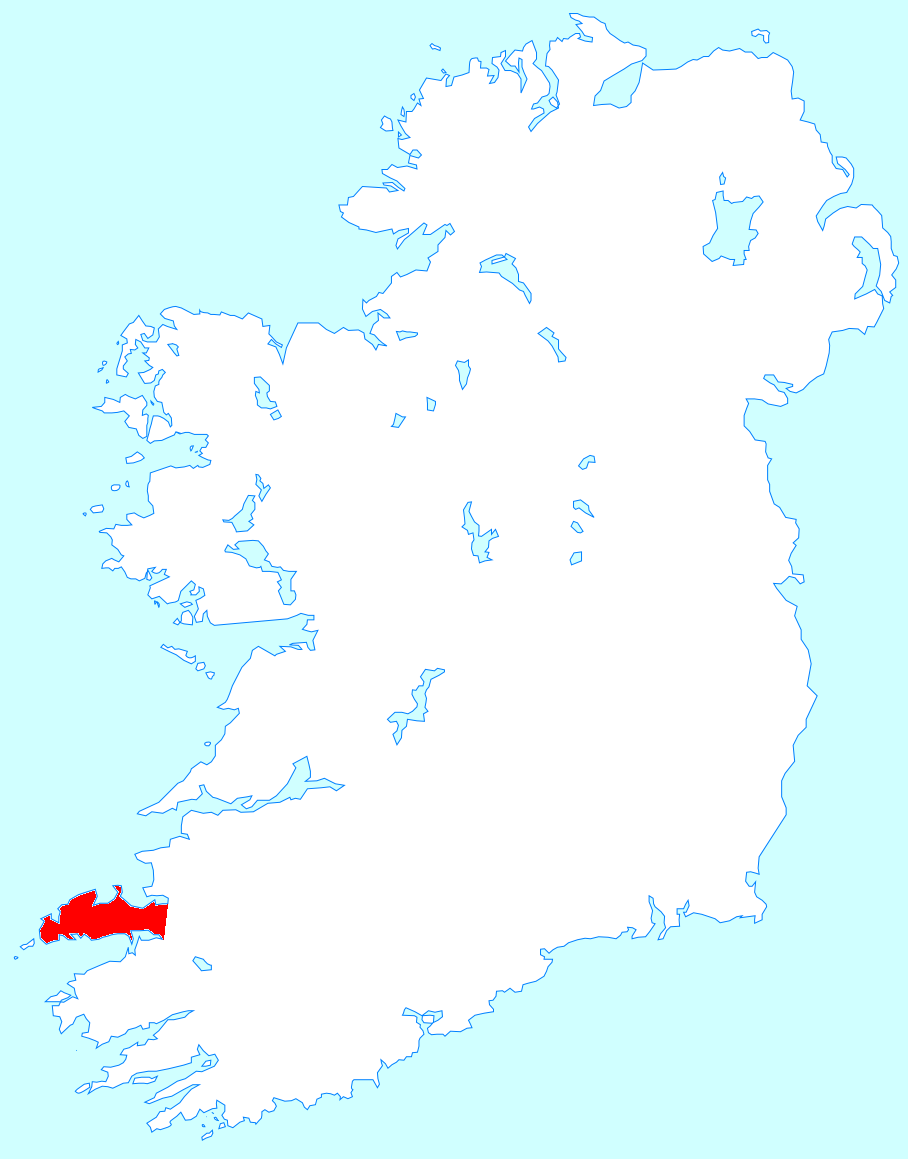
Dinglehalvöns läge

Dinglehalvön (iriska: Corca Dhuibhne, engelska: Dingle Peninsula är en lång halvö i grevskapet Kerry i sydvästra Irland. Den utgör Irlands västligaste punkt. Öns västra halva är ett gaeltacht, ett område där iriska fortfarande talas allmänt.

## Kultur och språk
Då halvön ligger långt från Dublin och andra större städer och utgörs av några av de högsta bergen på Irland var halvön länge relativt isolerad; dess största stad, Dingle/An Daingean, har en befolkning på strax under 2 000 invånare. Som en följd av detta är Dinglehalvön ett av de få områden på Irland där det iriska språket fortfarande lever kvar som vardagsspråk. Speciellt i byarna väster om Dingle, Ceann Trá, Dún Chaoin, Baile an Fheirtéaraigh och Baile na nGall talar de flesta invånare iriska som modersmål. Flera iriska språkkurser ordnas i området, både för barn från resten av Irland och för vuxna från hela världen. Ön An Blascaod Mór utanför Dinglehalvöns kust är känd för att tre ledande iriska författare under 1900-talet alla bodde på ön och skrev om livet där.

## Arkeologi
Det finns ett förhållandevis stort antal fornlämningar på ön och i Baile na nGall ligger en mycket tidig stenkyrka, Gallarus Oratorium.

## Galleri

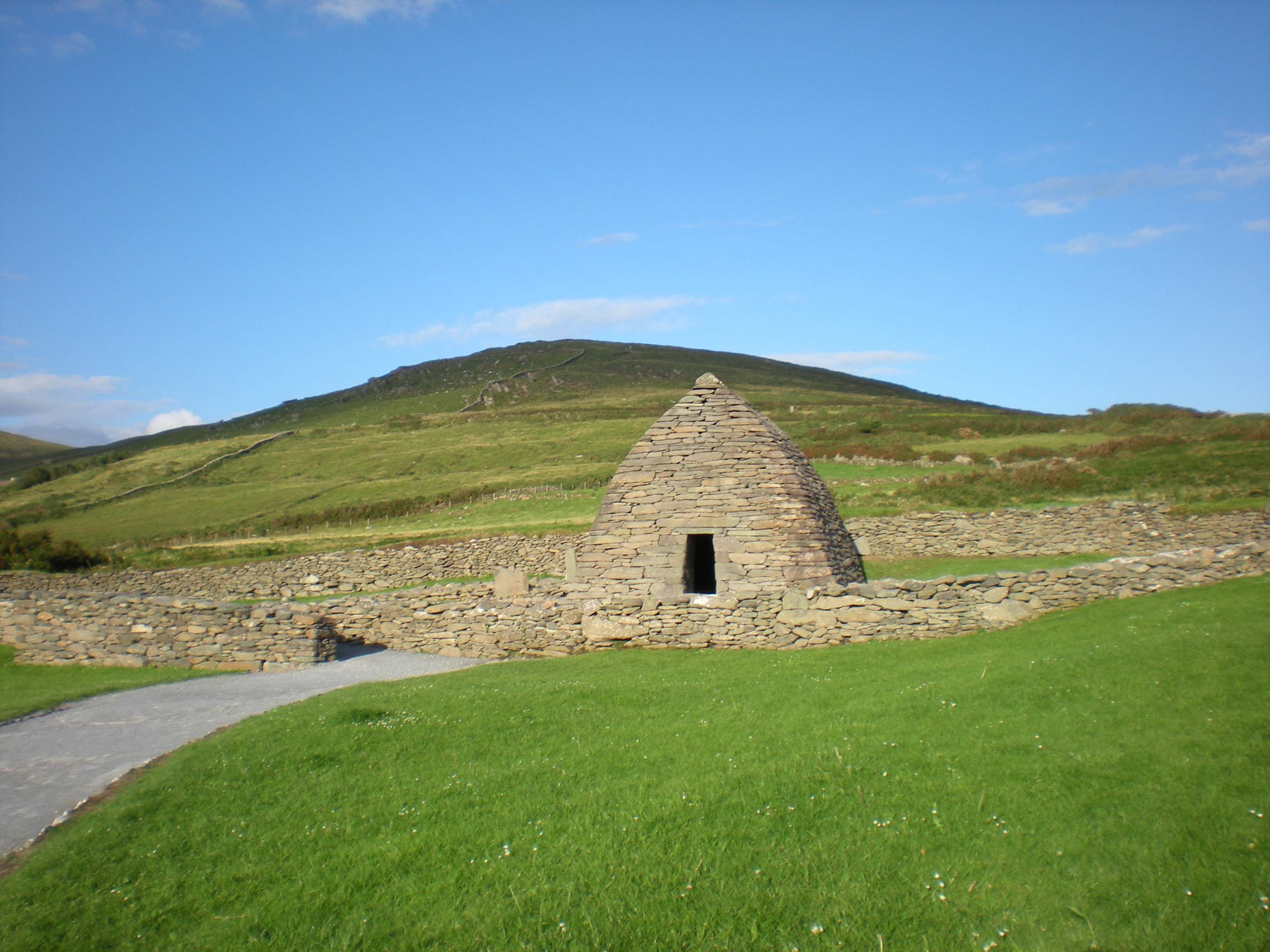
Gallarus oratorium.
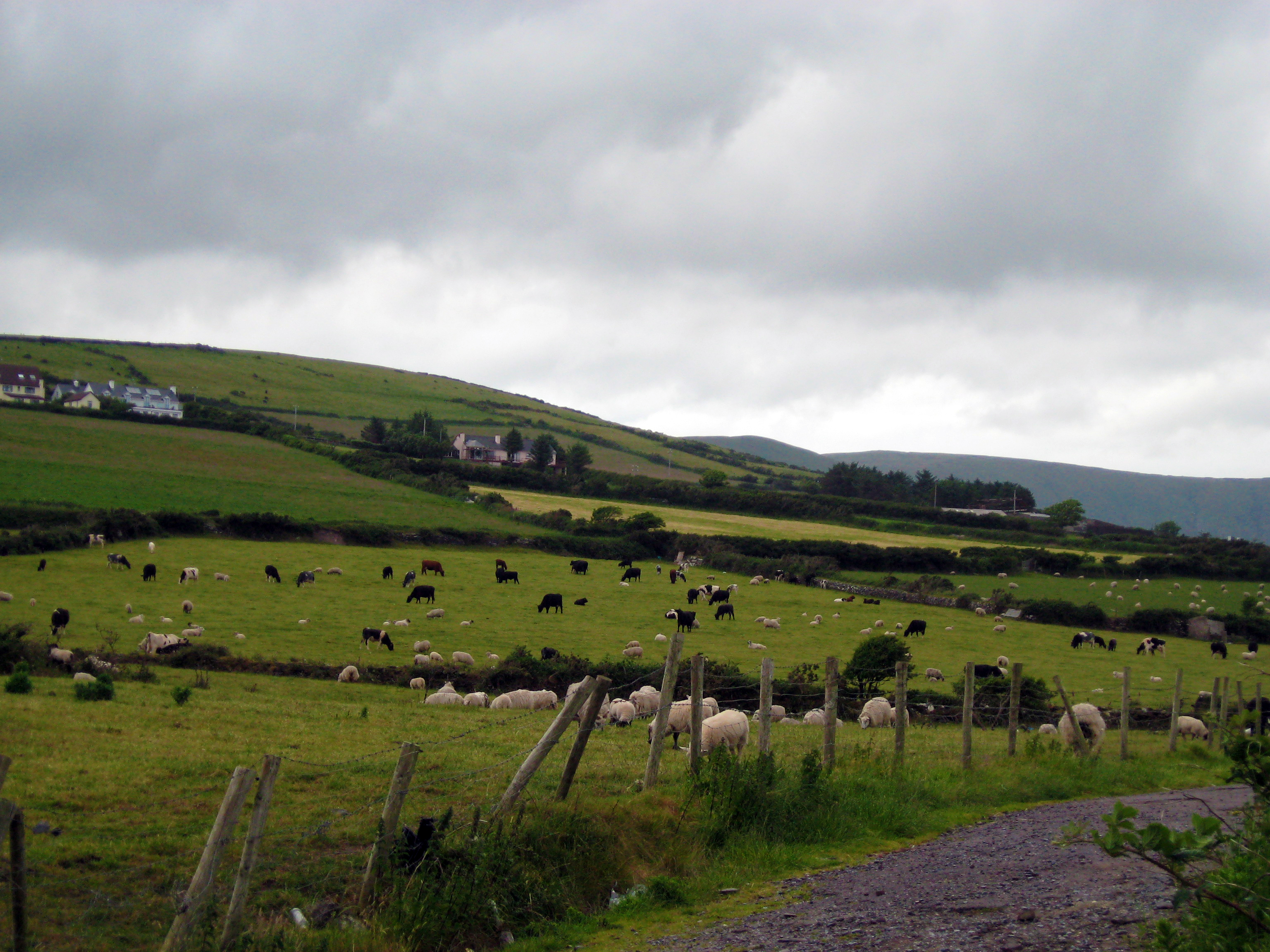
Kor och får på bete.
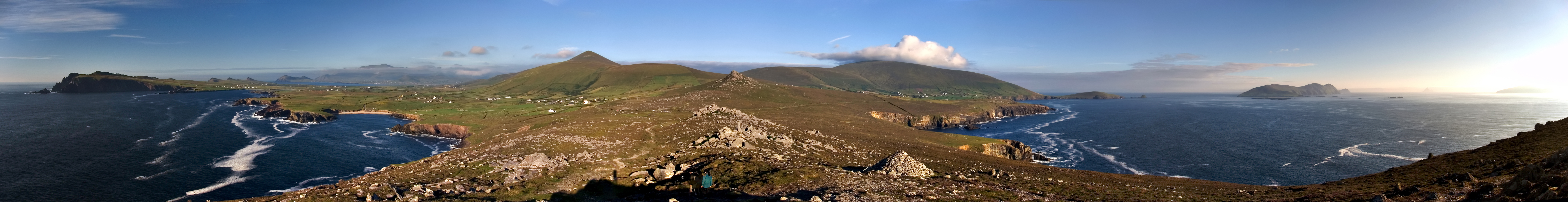
Vy över Baile an Fheirtéaraigh, Dún Chaoin och An Blascaod Mór.